# 薛阿檀
薛阿檀（9世纪—894年），唐朝末年武将。效力军阀李克用。
中和三年（883年），李克用受任镇压黄巢之乱，被任为东北面行营都统使，从夏阳渡河，留薛阿檀扼津口。黄巢被平定后，李克用被任为河东节度使。
文德元年（888年）二月，河南尹张全义驱逐河阳节度使李罕之，自兼河阳节度使。李罕之投靠李克用。三月，李克用以其将康君立为南面招讨使，督李存孝、薛阿檀、史俨、安金俊、安休休五将率七千骑助李罕之反攻河阳。张全义求助于宣武军节度使朱全忠。四月，朱全忠遣其将丁会、葛从周、牛存节率兵数万救河阳，打败河东军，安休休惧罪逃到蔡州。宣武军分兵欲断太行道路，康君立等惧怕，引兵回师。
后来唐昭宗讨伐李克用，大顺元年（890年）九月，卢龙节度使李匡威、大同军防御使赫连铎以蕃、汉兵三万攻雁门，薛阿檀与河东将李存信击败之。十一月，李克用遣李存信、薛阿檀在阴地抵抗朝廷军队，三战三捷，参与讨伐战的鄜坊、定难、邠宁、凤翔军都渡河西归，于是打败朝廷军队。
李克用又攻赫连铎治所云州，以骑将薛阿檀为前锋，设伏河上。赫连铎以精骑追杀薛阿檀，到河边后伏兵发作，赫连铎大败，河东军擒其将贾塞儿，遂围云州并攻陷。
后来李存孝反叛李克用，于乾宁元年（894年）三月被诛杀。薛阿檀之勇与李存孝相当，诸将嫉恨他，他不得志，秘密勾结李存孝；李存孝被诛，薛阿檀担心事泄，自杀。